# ダヴィッド・ディ・ドナテッロ撮影賞
ダヴィッド・ディ・ドナテッロ撮影賞（David di Donatello per il miglior autore della fotografia）はダヴィッド・ディ・ドナテッロ賞の部門の一つ。
1981年に撮影監督賞（David di Donatello per il miglior direttore della fotografia）として設置され、2015年に撮影賞（David di Donatello per il miglior autore della fotografia）に改称された。
2019年現在での最多受賞者は7回受賞のルカ・ビガッツィである。

## 受賞者と候補者一覧
太字が受賞者。

### 1980年代
- 1981年
  - パスクァリーノ・デ・サンティス（『Tre fratelli』）
  - トニーノ・デリ・コリ（『Camera d'albergo』）
  - エンニオ・グアルニエーリ（『La storia vera della signora dalle camelie』）
- 1982年
  - トニーノ・デリ・コリ（『町でいちばんの美女／ありきたりな狂気の物語』）
  - ダニロ・デジデーリ（『Nudo di donna』）
  - セルジオ・ドッフィツィ（『Il marchese del Grillo』）
- 1983年
  - フランコ・ディ・ジャコモ（『サン★ロレンツォの夜』）
  - アルマンド・ナンヌッツィ（『Il mondo nuovo』）
  - カルロ・ディ・パルマ（『ある女の存在証明』）
- 1984年
  - ジュゼッペ・ロトゥンノ（『そして舟は行く』）
  - リカルド・アロノヴィチ（『ル・バル』）
  - ダンテ・スピノッティ （『ハーツ・アンド・アーマー』）
- 1985年
  - パスクァリーノ・デ・サンティス（『カルメン』）
  - ジュゼッペ・ランチ（『カオス・シチリア物語』）
  - アルフィーオ・コンティーニ（『Uno scandalo perbene』）
- 1986年
  - ジュゼッペ・ランチ（『殺意の絆』）
  - トニーノ・デリ・コリおよびエンニオ・グアルニエーリ（『ジンジャーとフレッド』）
  - ダンテ・スピノッティ（『卍／ベルリン・アフェア』）
- 1987年
  - トニーノ・デリ・コリ（『薔薇の名前』）
  - リカルド・アロノヴィチ（『ラ・ファミリア』）
  - フランコ・ディ・ジャコモ（『インクアイリー／審問』）
- 1988年
  - ヴィットリオ・ストラーロ（『ラストエンペラー』）
  - フランコ・ディ・ジャコモ（『黒い瞳』）
  - トニーノ・デリ・コリ（『インテルビスタ』）
- 1989年
  - ダンテ・スピノッティ（『聖なる酔っぱらいの伝説』）
  - ジュゼッペ・ランチ（『フランチェスコ』）
  - ルチアーノ・トヴォリ（『スプレンドール』）

### 1990年代
- 1990年
  - ジュゼッペ・ロトゥンノ（『Mio caro dottor Gräsler』）
  - トニーノ・ナルディ（『宣告』）
  - トニーノ・デリ・コリ（『ボイス・オブ・ムーン』）
  - パスクァリーノ・デ・サンティス（『パレルモ』）
  - ルチアーノ・トヴォリ（『BARに灯ともる頃』）
- 1991年
  - ルチアーノ・トヴォリ（『Il viaggio di Capitan Fracassa』）
  - イタロ・ペトリッチョーネ（『エーゲ海の天使』）
  - アレッシオ・ジェルシーニ・トッレージ（『Ultrà』）
  - ジュゼッペ・ランチ（『太陽は夜も輝く』）
  - ジュゼッペ・ランチ（『La condanna』）
- 1992年
  - ダニロ・デジデーリ（『Maledetto il giorno che t'ho incontrato』）
  - トニーノ・ナルディおよびレナート・タフリ（『小さな旅人』）
  - エンニオ・グアルニエーリ（『映写技師は見ていた』）
- 1993年
  - アレッシオ・ジェルシーニ・トッレージ（『La scorta』）
  - ルカ・ビガッツィ（『Morte di un matematico napoletano』）
  - ジュゼッペ・ランチ（『フィオリーレ／花月の伝説』）
- 1994年
  - ブルーノ・カーショ（『Padre e figlio』）
  - ダンテ・スピノッティ（『Il segreto del bosco vecchio』）
  - ルカ・ビガッツィ（『Un'anima divisa in due』）
  - ジュゼッペ・ランチ（『親愛なる日記』）
- 1995年
  - ルカ・ビガッツィ（『Lamerica』）
  - ルカ・ビガッツィ（『愛に戸惑って』）
  - フランコ・ディ・ジャコモ（『イル・ポスティーノ』）
- 1996年
  - アルフィーオ・コンティーニ（『愛のめぐりあい』）
  - ダリウス・コンジ（『魅せられて』）
  - ダンテ・スピノッティ（『明日を夢見て』）
- 1997年
  - トニーノ・デリ・コリ（『Marianna Ucria』）
  - パスクァリーノ・デ・サンティスおよびマルコ・ポンテコルヴォ（『遙かなる帰郷』）
  - ブラスコ・ジュラート（『Il carniere』）
  - ジュゼッペ・ランチ（『Il principe di Homburg』）
  - イタロ・ペトリッチョーネ（『ニルヴァーナ』）
- 1998年
  - トニーノ・デリ・コリ（『ライフ・イズ・ビューティフル』）
  - ルカ・ビガッツィ（『アクロバットの女たち』）
  - パスクァーレ・マーリ（『戦争のリハーサル』）
- 1999年
  - コルタイ・ラヨシュ（『海の上のピアニスト』）
  - ルカ・ビガッツィ（『いつか来た道』）
  - ファビオ・チャンケッティ（『シャンドライの恋』）

### 2000年代
- 2000年
  - ルカ・ビガッツィ（『ベニスで恋して』）
  - ファビオ・チャンケッティ（『Canone inverso - Making Love』）
  - ジュゼッペ・ランチ（『乳母』）
- 2001年
  - コルタイ・ラヨシュ（『マレーナ』）
  - フランコ・ディ・ジャコモ（『Concorrenza sleale』）
  - ロベルト・フォルツァ（『ペッピーノの百歩』）
- 2002年
  - ファビオ・オルミ（『ジョヴァンニ』）
  - ルカ・ビガッツィ（『風の痛み』）
  - アルナルド・カティナーリ（『ぼくの瞳の光』）
- 2003年
  - ダニエーレ・ナンヌッツィ（『炎の戦線　エル・アラメイン』）
  - マウリツィオ・カルヴェージ（『Prendimi l'anima』）
  - ジャン・フィリッポ・コルティチェッリ（『向かいの窓』）
  - マルコ・オノラート（『剥製師』）
  - ダンテ・スピノッティ（『ピノッキオ』）
  - ファビオ・ザマリオン（『グラツィアの島』）
- 2004年
  - イタロ・ペトリッチョーネ（『ぼくは怖くない』）
  - ダニロ・デジデーリ（『L'amore è eterno finché dura』）
  - ファビオ・オルミ（『Cantando dietro i paraventi』）
  - マルコ・オノラート（『Primo amore』）
  - ファビオ・ザマリオン（『Che ne sarà di noi』）
- 2005年
  - ルカ・ビガッツィ（『愛の果てへの旅』）
  - ターニ・カネヴァーリ（『イタリア的、恋愛マニュアル』）
  - アルナルド・カティナーリ（『映画のようには愛せない』）
  - ダンテ・チェッキン（『トリノ、24時からの恋人たち』）
  - ジャン・フィリッポ・コルティチェッリ（『聖なる心』）
- 2006年
  - ルカ・ビガッツィ（『野良犬たちの掟』）
  - アルナルド・カティナーリ（『夫婦の危機』）
  - ファビオ・チャンケッティ（『La terra』）
  - ダニロ・デジデーリ（『わが人生最良の敵』）
  - マルチェッロ・モンタルシ（『Notte prima degli esami』）
- 2007年
  - ファビオ・ザマリオン（『題名のない子守唄』）
  - アレッサンドロ・ペッシ（『ナポレオンの愛人』）
  - ルカ・ビガッツィ（『家族の友人』）
  - アニエス・ゴダール（『新世界』）
  - ファビオ・オルミ（『ポー川のひかり』）
- 2008年
  - ラミロ・チヴィータ（『湖のほとりで』）
  - ルカ・ビガッツィ（『まなざしの長さをはかって』）
  - マウリツィオ・カルヴェージ（『副王家の一族』）
  - アルナルド・カティナーリ（『Parlami d'amore』）
  - アレッサンドロ・ペッシ（『クワイエット・カオス　～パパが待つ公園で～』）
- 2009年
  - ルカ・ビガッツィ（『イル・ディーヴォ　魔王と呼ばれた男』）
  - アルナルド・カティナーリ（『I demoni di San Pietroburgo』）
  - マルコ・オノラート（『ゴモラ』）
  - イタロ・ペトリッチョーネ（『Come Dio comanda』）
  - ヴィットーリオ・ストラーロ（『カラヴァッジョ　天才画家の光と影』）

### 2010年代
- 2010年
  - ダニエーレ・チプリ（『愛の勝利を　ムッソリーニを愛した女』）
  - エンリコ・ルチディ（『シチリア！シチリア！』）
  - ロベルト・チマッティ（『やがて来たる者へ』）
  - ニコラ・ペコリーニ（『はじめての大切なもの』）
  - マウリツィオ・カルヴェージ（『あしたのパスタはアルデンテ』）
- 2011年
  - レナート・ベルタ（『われわれは信じていた』）
  - ヴィットリオ・オモデイ・ゾリーニ（『イラクの煙』）
  - ルカ・ビガッツィ（『至宝　ある巨大企業の犯罪』）
  - ファビオ・チャンケッティ（『素数たちの孤独』）
  - アルナルド・カティナーリ（『Vallanzasca - Gli angeli del male』）
- 2012年
  - ルカ・ビガッツィ（『きっと　ここが帰る場所』）
  - パオロ・カルネラ（『バスターズ』）
  - シモーネ・ザンパーニ（『塀の中のジュリアス・シーザー』）
  - アレッサンドロ・ペッシ（『ローマ法王の休日』）
  - ロベルト・フォルツァ（『フォンターナ広場　イタリアの陰謀』）
- 2013年
  - マルコ・オノラート（『リアリティー』）
  - ファビオ・チャンケッティ（『孤独な天使たち』）
  - ゲラルド・ゴッシ（『Diaz - Don't Clean Up This Blood』）
  - イタロ・ペトリッチョーネ（『ゴッド・オブ・バイオレンス　シベリアの狼たち』）
  - ファビオ・ザマリオン（『鑑定士と顔のない依頼人』）
- 2014年
  - ルカ・ビガッツィ（『グレート・ビューティ／追憶のローマ』）
  - ジェローム・アルメーラ（『人間の値打ち』）
  - ダニエーレ・チプリ（『狼は暗闇の天使』）
  - ジャン・フィリッポ・コルティチェッリ（『カプチーノはお熱いうちに』）
  - ポハールノク・ゲルゲイ（『ミエーレ』）
- 2015年
  - ヴラダン・ラドヴィッチ（『黒の魂』）
  - ファビオ・チャンケッティ（『ハングリー・ハーツ』）
  - レナート・ベルタ（『レオパルディ』）
  - イタロ・ペトリッチョーネ（『インビジブル・スクワッド　悪の部隊と光の戦士』）
  - ファビオ・オルミ（『緑はよみがえる』）
- 2016年
  - ピーター・サシツキー（『五日物語　-3つの王国と3人の女-』）
  - ミケーレ・ダッタナージオ（『皆はこう呼んだ、鋼鉄ジーグ』）
  - マウリツィオ・カルヴェージ（『Non essere cattivo』）
  - パオロ・カルネラ（『暗黒街』）
  - ルカ・ビガッツィ（『グランドフィナーレ』）
- 2017年
  - ミケーレ・ダッタナージオ（『ゴッド・スピード・ユー！』）
  - ダニエーレ・チプリ（『甘き人生』）
  - フェラン・パレデス・ルビオ（『切り離せないふたり』）
  - ヴラダン・ラドヴィッチ（『歓びのトスカーナ』）
  - マウリツィオ・カルヴェージ（『修道士は沈黙する』）
- 2018年
  - ジャン・フィリッポ・コルティチェッリ（『ナポリ、熟れた情事』）
  - ティム・カーティン（『チャンブラにて』）
  - ジャンニ・マンモロッティ（『Malarazza - Una storia di periferia』）
  - ルカ・ビガッツィ（『シシリアン・ゴースト・ストーリー』）
  - ファブリツィオ・ルッチ（『ザ・プレイス 運命の交差点』）
- 2019年
  - ニコライ・ブリュエル（『ドッグマン』）
  - ミケーレ・ダッタナジオ（『カプリ島のレボリューション』）
  - サヨムプー・ムックディプローム（『君の名前で僕を呼んで』）
  - パオロ・カルネラ（『La terra dell'abbastanza』）
  - エレーヌ・ルヴァール（『幸福なラザロ』）

### 2020年代
- 2020年
  - ダニエーレ・チプリ（『ザ・グレイテスト・キング』）
  - ヴラダン・ラドヴィッチ（『シチリアーノ　裏切りの美学』）
  - フランチェスコ・ディ・ジャコモ（『マーティン・エデン』）
  - ニコライ・ブリュエル（『ほんとうのピノッキオ』）
  - ダリア・ダントニオ（『憶えてる？』）
- 2021年
  - マッテオ・コッコ（『私は隠れてしまいたかった』）
  - パオロ・カルネラ（『悪の寓話』）
  - ルアン・アメリオ・ウイカイ（『Hammamet』）
  - ゲラルド・ゴッシ（『Le sorelle Macaluso』）
  - クリステル・フルニエ（『ミス・マルクス』）
  - ミケーレ・ダッタナジオ（『我らの父よ』）
- 2022年
  - ダリア・ダントニオ（『Hand of God -神の手が触れた日-』）
  - ミケーレ・ダッタナジオ（『フリークスアウト』）
  - パオロ・カルネラ（『アメリカ・ラティーナ』）
  - ルカ・ビガッツィ（『内なる檻』）
  - レナート・ベルタ（『笑いの王』）
- 2023年
  - ルーベン・インペンス（『帰れない山』）
  - フランチェスコ・ディ・ジャコモ（『夜の外側 イタリアを震撼させた55日間』）
  - ジャンニ・マンモロッティ（『I racconti della domenica - La storia di un uomo perbene』）
  - マウリツィオ・カルヴェージ（『奇妙なこと』）
  - パオロ・カルネラ（『ノスタルジア』）
- 2024年
  - パオロ・カルネラ（『僕はキャプテン』）
  - ダヴィデ・レオーネ（『まだ明日がある』）
  - フェラン・パレデス・ルビオ（『潜水艦コマンダンテ 誇り高き決断』）
  - エレーヌ・ルヴァール（『墓泥棒と失われた女神』）
  - フランチェスコ・ディ・ジャコモ（『エドガルド・モルターラ ある少年の数奇な運命』）